# Alpenzoo
Alpenzoo is een dierentuin in de Oostenrijkse plaats Innsbruck. De dierentuin is een van de hoogst gelegen dierentuinen in Europa.
Het park is op 22 september 1962 opgericht door bioloog Hans Psenner en maakte naamsbekendheid door het herintroduceren van verschillende bedreigde diersoorten in het wild, waaronder de alpensteenbok, de lammergier en de heremietibis. Daarnaast is het de enige dierentuin ter wereld die de rotskruiper in gevangenschap succesvol houdt. Bij de opening van de dierentuin werd een brug gebouwd naar de nabijgelegen kasteel Weiherburg, waar eerder een dierentuin stond. De vijvers van het beververblijf zijn hiervan de enige overgebleven restanten.

## Dieren en verblijven
De dierentuin is gebouwd op een berghelling wat ook doordringt tot de dierencollectie. De hoofdattractie van de dierentuin zijn dan ook de grotere alpiene soorten, zoals bruine beer, wolf, eland, wisent en roofvogels. Speciale volières zijn gebouwd voor zeldzame dieren zoals heremietibissen en lammergieren. Daarnaast is er ook een boerderij, waar vele verschillende alpiene rassen worden gehouden. Hier bevinden zich ook verschillende terraria voor reptielen en amfibieën. 
In het park zijn 17 aquaria van 80 tot 14.000 liter per stuk, wat ervoor zorgt dat de Alpenzoo de grootste collectie zoetwateraquaria ter wereld bezit. Meer dan 50 verschillende alpiene vissoorten kunnen hier worden bekeken, waaronder een aantal zeldzame en/of bedreigde soorten. De aquariums laten elk een eigen habitat zien; een koude alpiene rivier, een vijver, een meer, of het habitat van de Donau. De dierentuin staat internationaal bekend om het fokprogramma met deze zeldzame vissoorten.
In de dierentuin zijn daarnaast twee restaurants, een grote speeltuin en een klimmuur.

### Dierenlijst

#### Zoogdieren
- Alpenmarmot
- Alpensteenbok
- Beierse woelmuis
- Bever
- Boommarter
- Bunzing
- Centraal-Europees wild zwijn
- Dwergmuis
- Eland
- Euraziatische lynx
- Europese bruine beer
- Europese wilde kat
- Europese wolf
- Geit
- Gems
- Konijn
- Otter
- Ree
- Rode vos
- Rund
- Schaap
- Sneeuwhaas
- Varken
- West-Europese das
- Wimperspitsmuis
- Wisent

#### Vogels
- Aasgier
- Alpenkraai
- Alpensneeuwhoen
- Alpensteenpatrijs
- Auerhoen
- Baardman
- Boerenzwaluw
- Boomklever
- Boomkruiper
- Bosuil
- Braamsluiper
- Brilduiker
- Citroensijs
- Dodaars
- Dwergooruil
- Geelgors
- Goudhaan
- Goudvink
- Griel
- Grijskopspecht
- Groenling
- Grote zaagbek
- Halsbandparkiet
- Heremietibis
- Hop
- Kip
- Kleine bonte specht
- Kleine plevier
- Korhoen
- Krooneend
- Kruisbek
- Kuifeend
- Kuifmees
- Lammergier
- Monniksgier
- Oehoe
- Oeraluil
- Pimpelmees
- Putter
- Raaf
- Rotskruiper
- Ruigpootuil
- Sijs
- Sneeuwvink
- Spreeuw
- Steenarend
- Tafeleend
- Vale gier
- Vlaamse gaai
- Wespendief
- Wielewaal
- Wintertaling
- Witte kwikstaart
- Woudaap
- Zwarte specht
- Zwartkop

#### Reptielen
- Adder
- Adderringslang
- Dobbelsteenslang
- Esculaapslang
- Europese moerasschildpad
- Gladde slang
- Hagedisslang
- Oostelijke ringslang
- Parelhagedis
- Trapslang
- Zandadder

#### Amfibieën
- Alpenwatersalamander
- Boomkikker
- Geelbuikvuurpad
- Kamsalamander
- Kleine watersalamander
- Meerkikker
- Vuursalamander

#### Vissen
- Adriatische steur
- Alburnus arborella
- Alburnus mento
- Alver
- Baars
- Barbeel
- Barbus balcanicus
- Beekforel
- Bermpje
- Bittervoorn
- Blankvoorn
- Blauwneus
- Brasem
- Bronforel
- Chondrostoma soetta
- Cobitis bilineata
- Cobitis elongata
- Cottus gobio
- Driedoornige stekelbaars
- Elrits
- Europese meerval
- Gestippelde alver
- Gobio obtusirostris
- Grote modderkruiper
- Karper
- Kleine modderkruiper
- Kolblei
- Kopvoorn
- Kroeskarper
- Kwabaal
- Padogobius bonelli
- Phoxinus lumaireul
- Pos
- Protochondrostoma genei
- Riviergrondel
- Romanogobio benacensis
- Romanogobio kesslerii
- Romanogobio vladykovi
- Ruisvoorn
- Rutilus aula
- Rutilus meidingeri
- Rutilus pigus
- Rutilus virgo
- Sabanejewia balcanica
- Salaria fluviatilis
- Salvelinus umbla
- Scardinius hesperidicus
- Serpeling
- Sneep
- Snoek
- Snoekbaars
- Sterlet
- Telestes muticellus
- Telestes souffia
- Umbra krameri
- Vetje
- Vlagzalm
- Winde
- Zeelt
- Zingel streber
- Zingel zingel

## Beschermingsprojecten
Het park neemt deel aan meerdere internationale fokprogramma's en coördineert en beheert het EEP-stamboeken voor de heremietibis. Andere beschermingsprojecten zijn:
- De Alpenzoo werkt mee aan een project om salamanders in Oostenrijk te monitoren, voornamelijk de Alpenlandsalamander in Tirol. De aantallen salamanders nemen af in Oostenrijk, vanwege een aantal reden, waaronder een schimmeluitbraak.
- Wildkatze Österreich; de dierentuin neemt deel aan het platform waarin vele Oostenrijkse organisatie samenwerken om de Europese wilde kat te beschermen door middel van onderzoek en bescherming van hun leefgebied.
- The Alpine Bearded Vulture Project. In 1974 was de Alpenzoo de eerste dierentuin die succesvol was in het fokken van lammergieren. In 1970 werd er gestart met een eerste fokplan met herintroductie als einddoel. In 1978 werd een internationale organisatie opgericht om het project vooruit te helpen en er werden veel fokfaciliteiten in de wereld gecreëerd. In 1987 werd het eerste koppel vrijgelaten in een kunstnest in de Alpen.
- Scharnstein Waldrapp Project. In 2002 nam de dierentuin deel aan het fokken van elf heremietibissen om de soort te herintroduceren door middel van immigratie. De ibissen werden met de hand grootgebracht, voordat ze werden getraind voor hun migratie. Het project werd in 2005 als een wetenschappelijk succes beschouwd, waarbij een kleine populatie vogels begon te migreren.
- De Alpenzoo speelde een belangrijke rol bij de herintroductie van alpensteenbokken in de oostelijke Alpen. De populatie in Oostenrijk bestaat nu uit 3200 dieren en wordt als stabiel beschouwd. De Alpenzoo heeft de afgelopen dertig jaar bijgedragen aan de herintroductie van ongeveer 260 dieren.
- De dierentuin heeft een dierenartskliniek voor zieke en gewonde dieren uit Tirol, voornamelijk roofvogels.